# Bistum Minden

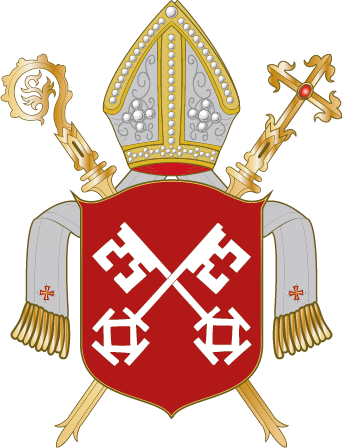
Wappen des Bistums Minden

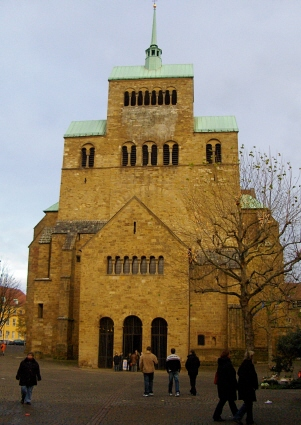
Dom zu Minden

Das Bistum Minden war ein römisch-katholisches Bistum in Norddeutschland. Bischofssitz war der Mindener Dom im heute nordrhein-westfälischen Minden an der Weser. Das Bistum wurde um 800 ausgerufen. In der Reformation Mitte des 16. Jahrhunderts näherte sich das Bistum der protestantischen Lehre an und wurde 1648 de facto aufgehoben. Als weltliches Herrschaftsgebiet der Mindener Bischöfe bestand daneben das Hochstift Minden, das 1648 mit dem Ende des Bistums säkularisiert wurde und als Fürstentum Minden an Brandenburg-Preußen fiel.

## Gebiet

Gebiet des Bistums und wichtige Orte kirchlicher Verwaltung. Das Gebiet des Fürstentums ist grün umgrenzt

Das Gebiet des Bistums reichte von der Hunte im Westen bis in die Lüneburger Heide im Nordosten und umfasste damit weite Teile des historischen Engern. Das Bistum unterstand der Kirchenprovinz Köln. Minden selbst war eine der größten Städte im Bistum, lag jedoch in einer südlichen Randlage des Bistums.
Hauptsitz der Verwaltung des Bistums war zuletzt, nachdem sie zeitweise im Schloss Petershagen untergebracht war, der Bischofspalast neben dem Mindener Dom in Minden. Mit Ahlden, Apelern, Kirchohsen, Lohe, Lübbecke, Mandelsloh, Obernkirchen, Pattensen, Rehme, Sulingen, Wunstorf bestanden elf Archidiakone im Bistum.

## Geschichte
Das Bistum wurde um 800 von Karl dem Großen im Zuge der Christianisierung und kirchlichen Organisation der Sachsen gegründet. In der Folge der ottonischen Reichsreform erhielt der Mindener Stuhl wie andere Bischofssitze reichsfürstliche Rechte und wurde mit großen Ländereien belehnt. Aus diesen entwickelte sich das Hochstift Minden (oder auch Fürstbistum Minden), das fortan der weltliche Herrschaftsbereich der Mindener Bischöfe war. Das Hochstift war deutlich kleiner als das Bistum und erstreckte sich etwa auf das Gebiet des heutigen Kreises Minden-Lübbecke. Die Itinerare der Mindener Bischöfe im 11. Jahrhundert spiegeln ihre lebhafte politische Reisetätigkeit wider.
Dietrich III. war 1353 bis 1361 Bischof von Minden und darüber hinaus vertrauter Ratgeber Kaiser Karls IV., der am 16. bis 18. November 1377 auch Minden besuchte.
In der Reformation näherten sich die Mindener Bischöfe der lutherischen Lehre an. Seit Franz II., der ab 1530 Bischof von Minden war, standen an der Spitze des Bistums und des Hochstifts immer wieder Bischöfe, die die lutherische Lehre duldeten oder sogar förderten. Besonders einige der Bischöfe aus dem Haus Braunschweig-Lüneburg neigten zur protestantischen Lehre. Die Säkularisation des Bistums schritt einhergehend weiter voran. Erst 1631 wurde in Minden mit Franz Wilhelm von Wartenberg wieder ein entschieden katholischer Landesherr und Bischof eingesetzt, der allerdings 1634 de facto die Regierungsgewalt über das Bistum verlor und 1648 als Bischof de jure resignierte, denn im Westfälischen Frieden von 1648 hörte das Bistum de facto auf zu bestehen.
Der Bischofsstuhl blieb zwar wie das Mindener Domkapitel zunächst erhalten und das Bistum formal nur vorläufig aufgelöst, restituiert wurde es im Folgenden jedoch nie wieder. Das bis dahin bestehende Hochstift wurde 1648 endgültig säkularisiert und fiel unter der Bezeichnung Fürstentum Minden an Brandenburg-Preußen. Im 17. Jahrhundert wurde die katholische Jurisdiktion für Norddeutschland neu geordnet. Die Gebiete der ehemaligen Diözese Minden wurden wie die der Bistümer Bremen, Verden, Ratzeburg, Schwerin, Magdeburg, Halberstadt unter anderem dem Apostolischen Vikariat des Nordens unterstellt. Das Domkapitel in Minden wurde erst 1810 in napoleonischer Zeit, sieben Jahre nach dem Reichsdeputationshauptschluss, aufgelöst.
Nach dem Ende der alten Reichskirche in den napoleonischen Wirren wurde in den 1820er Jahren durch päpstliche Zirkumskriptionsbullen, z. B. De salute animarum für Preußen und Impensa Romanorum Pontificum für Hannover, eine neue Diözesangliederung in Anlehnung an die neuen politischen Grenzen geschaffen. Dabei kamen die westlichen Gebiete der alten Diözese Minden zum Bistum Osnabrück, die meisten Gebiete östlich der Weser zum Bistum Hildesheim. Die südlichen Gebiete um die Bischofsstadt, die nun zur preußischen Provinz Westfalen gehörten, wurden dem Erzbistum Paderborn zugeschlagen. 1821 hob damit Papst Pius VII. das Bistum endgültig auf. Der Dom war ab diesem Zeitpunkt nur mehr einfach Pfarrkirche. Bis heute gehört das Gebiet um Minden zum Erzbistum Paderborn.

## Wappen

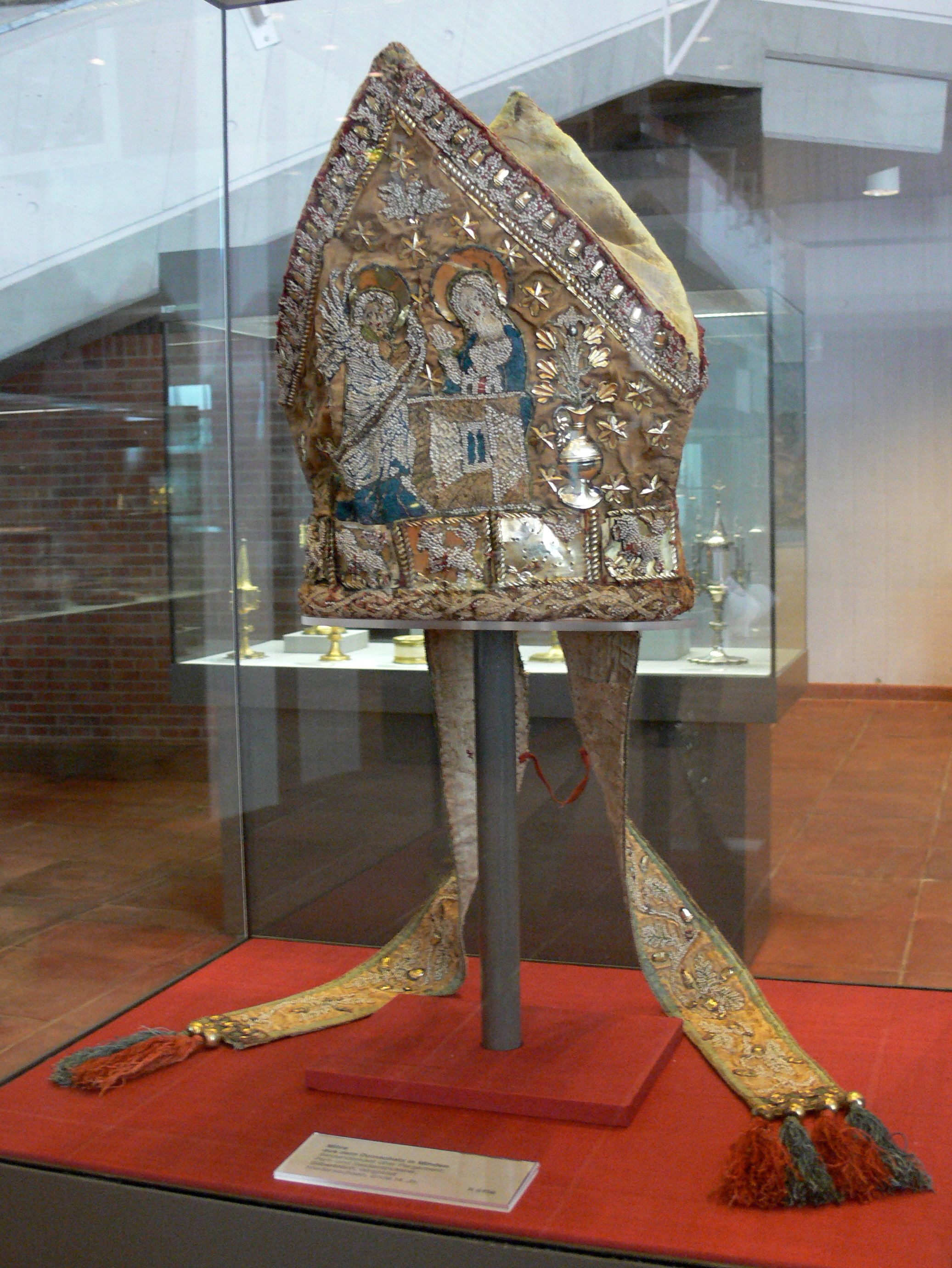
Mitra aus Minden, 14. Jahrhundert

Das Wappen des Hochstiftes und des Bistums zeigte die gekreuzten und ihre Barte abwendenden Schlüssel des Heiligen Petrus auf rotem Grund. Petrus war Patron des Bistums und des Mindener Domes. Das Wappen blieb nach 1648 Wappen des Fürstentums Minden und gelangte so in das große preußische Wappen. Bis heute ist es im Wappen vieler Kommunen der Region vertreten, z. B. im Wappen der Stadt Minden. Auch die mittlerweile aufgelösten Kreise Minden und Lübbecke führten die Schlüssel im Wappen. Auch das Wappen des Nachfolgekreises Minden-Lübbecke greift dieses alte Symbol wieder auf.